# Aeroportul Penza
Aeroportul Penza (IATA: PEZ, ICAO: UWPP) este un aeroport din Penza, Regiunea Penza, Rusia ce deservește zona Penza. Aeroportul a fost tranzitat în 2021 de 216.478 de pasageri. A fost numit după Vissarion Belinski.
Situat la o altitudine de 187 m, aeroportul dispune de 1 pistă.

## Infrastructură

### Piste
Aeroportul dispune de o singură pistă. Pista are orientarea 11/29. 